# Axenus amplus
Axenus amplus là một loài bướm đêm trong họ Noctuidae.